# Dysimia telfordi
Dysimia telfordi är en insektsart som beskrevs av Broomfield 1985. Dysimia telfordi ingår i släktet Dysimia och familjen Derbidae. Inga underarter finns listade i Catalogue of Life.